# 谷瑠美
谷 瑠美/たに るみ（1988年5月11日 - ）は日本のインディーズのシンガーソングライター、ボイストレーナー、振付師。東京都出身。血液型A型。ワクセルとコラボレーターとして提携している。

## 概要・人物
3歳の頃から習っていたピアノ他、ドラム、アルト・サクソフォーン、ギターに触れており、小学生の頃から始めたダンスの影響で、リズム・アンド・ブルースやヒップホップ・ミュージックの要素を取り入れたブラックミュージックを制作している。
高校生の頃にはバンド活動もしており、ヒューマンミュージックカレッジ、ダンス&ヴォーカル科卒業後、DTMでMIDIデータの打ち込みから録音、ミキシング、作詞・作曲・トラックメイクした楽曲で都内のクラブやライブハウスを中心にライブ活動。自身のYouTubeチャンネルにアップロードしているミュージック・ビデオの編集までセルフプロデュースで行う。仕上げた楽曲の振付も行っている。
2016年に自主レーベル「PEACE & LOVE RECORDS」から13曲を収録したアルバム「Woo」を全国リリース・iTunes配信。リリースと同時期に雑誌「Dance square」に掲載される。
2017年、渡米。ニューヨーク・アポロ・シアターの「アマチュアナイトオーディション」参加と現地ライブバーにてライブ開催。同時期、現地ボイストレーニングレッスンとダンス留学を経験。
2018年12月29日、新曲「Moretsu Jazz」自主制作MVをYouTubeにて公開。この作品は新たにプロカメラマンを迎えバックダンサーとブレイクダンサーを迎え、海辺で踊るシーンを披露している。
2020年 muvoeにてシンガーソングライターとして楽曲取材記事掲載。
2022年5月28日、PEACE & LOVE RECORDSから13曲を収録したアルバム「Me!」を配信リリース。
2022年　アルバム「Me!」より新たに「Kiss♦︎Showtime」のMVには新たに振付師2名を迎え自主制作MVとして新たにYouTubeに公開中。
2023年　シンガーソングライターの木村正志と共作した「Keyと光（feat.木村正志）」を自主制作MVとして新たに縦動画としてYouTubeに公開中。
2024年　アルバム「Me!」の収録曲「For you」がiTunesのR&Bチャート62位にランクイン